# Mark Calcavecchia
Mark John Calcavecchia (Laurel, 12 giugno 1960) è un golfista statunitense.
Calcavecchia ha vissuto i momenti migliori della sua carriera verso la fine degli anni ottanta e il suo più grande successo è la vittoria nel British Open, uno dei quattro tornei major, nel 1989.
Tra il 1988 e il 1991 è stato per oltre 100 settimane tra i primi dieci giocatori dell'Official World Golf Rankings.
Ha fatto parte della squadra statunitense di Ryder Cup nel 1987, 1989, 1991 e 2002.
Complessivamente in carriera ha vinto 24 tornei.

## Biografia
Calcavecchia è nato a Laurel, Nebraska.[2] Mentre era adolescente, la sua famiglia si trasferì dal Nebraska a West Palm Beach, in Florida, nel 1973. Ha frequentato la North Shore High School di West Palm Beach e ha vinto il campionato di golf delle scuole superiori della Florida nel 1977 mentre giocava per la squadra di golf di North Shore.

### Vita privata
Calcavecchia ha due figli, Eric e Britney, con la sua ex moglie Sheryl. Si sposò, in seconde nozze, il 5 maggio 2005 sul Lago di Como, in Italia, con Brenda Nardecchia. Ha case a Jupiter (Florida) e Phoenix in Arizona.

## Vittorie professionali (29)

### PGA Tour vittorie (13)
| Legenda             |
| Tornei Major (1)    |
| Altro PGA Tour (12) |

| No. | Data               | Torneo                  | Punteggio di vittoria | Margine | Secondo/i                      |
| --- | ------------------ | ----------------------- | --------------------- | ------- | ------------------------------ |
| 1   | 28 settembre, 1986 | Southwest Golf Classic  | −13 (68-70-66-71=275) | 3 colpi | Tom Byrum                      |
| 2   | 8 marzo, 1987      | Honda Classic           | −9 (69-72-68-70=279)  | 3 colpi | Bernhard Langer, Payne Stewart |
| 3   | 18 settembre, 1988 | Bank of Boston Classic  | −10 (71-67-70-66=274) | 1 colpo | Don Pooley                     |
| 4   | 22 gennaio, 1989   | Phoenix Open            | −21 (66-68-65-64=263) | 7 colpi | Chip Beck                      |
| 5   | 5 febbraio, 1989   | Nissan Los Angeles Open | −12 (68-66-70-68=272) | 1 colpo | Sandy Lyle                     |
| 6   | 23 luglio, 1989    | The Open Championship   | −13 (71-68-68-68=275) | Playoff | Wayne Grady, Greg Norman       |
| 7   | 26 gennaio, 1992   | Phoenix Open (2)        | −20 (69-65-67-63=264) | 5 colpi | Duffy Waldorf                  |
| 8   | 7 maggio, 1995     | BellSouth Classic       | −17 (67-69-69-66=271) | 2 colpi | Jim Gallagher Jr.              |
| 9   | 24 agosto, 1997    | Greater Vancouver Open  | −19 (68-66-65-66=265) | 1 colpo | Andrew Magee                   |
| 10  | 15 marzo, 1998     | Honda Classic (2)       | −18 (70-67-68-65=270) | 3 colpi | Vijay Singh                    |
| 11  | 28 gennaio, 2001   | Phoenix Open (3)        | −28 (65-60-64-67=256) | 8 colpi | Rocco Mediate                  |
| 12  | 11 settembre, 2005 | Bell Canadian Open      | −5 (65-67-72-71=275)  | 1 colpo | Ben Crane, Ryan Moore          |
| 13  | 11 marzo, 2007     | PODS Championship       | −10 (75-67-62-70=274) | 1 colpo | John Senden, Heath Slocum      |

## Tornei Major

### Vittorie (1)
| Anno | Campionato            | 54 buche           | Punteggio di vittoria | Margine  | Secondo/i                |
| ---- | --------------------- | ------------------ | --------------------- | -------- | ------------------------ |
| 1989 | The Open Championship | 3 colpi di deficit | −13 (71-68-68-68=275) | Playoff1 | Wayne Grady, Greg Norman |

1Ha sconfitto Grady e Norman in un playoff complessivo a quattro buche: Calcavecchia (4-3-3-3=13), Grady (4-4-4-4=16), Norman (3-3-4-x)